# Servicio de red

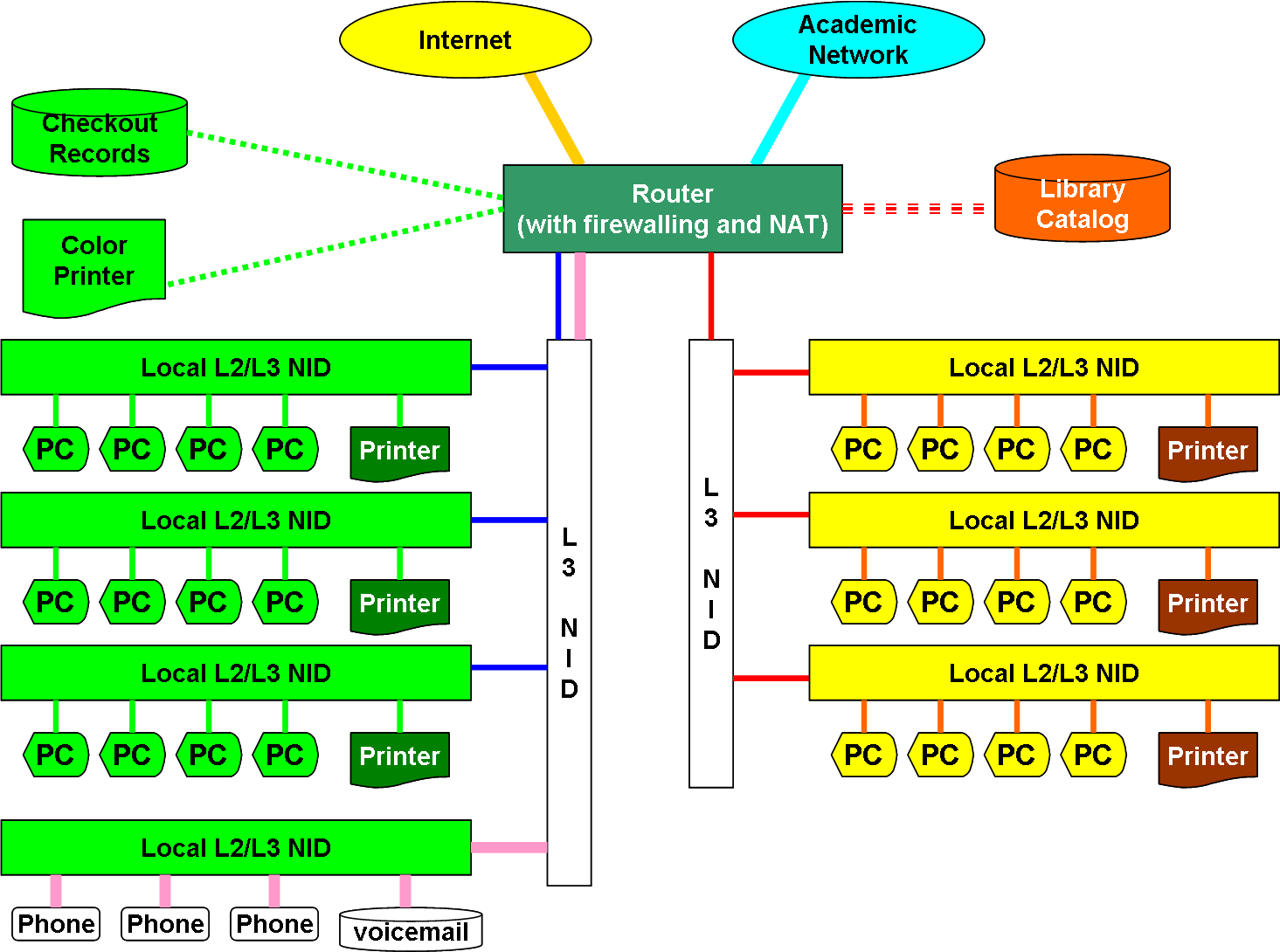
LAN con una topología de árbol ramificado y control de acceso a los recursos.

Un servicio de red es la creación de una red de trabajo en un ordenador. Generalmente los servicios de red son instalados en uno o más firewalls del servidor seleccionado. Eso facilita el uso y el fallo de muchos usuarios.  

## Entendiendo los servicios de red
Un administrador de red debe mantener y desarrollar la infraestructura de red de un negocio.
Este se crea cuando se conecta dos o más equipos de una red a través de cables a un eje central, o a través de dispositivos inalámbricos para compartir información y recursos.
A menudo clasifican de acuerdo a su tamaño, las redes de área amplia (WAN) se refieren a las redes que se extienden más allá de un solo edificio, como las que cubren los planteles escolares o ciudades enteras. Este tipo de red utiliza ondas de radio para cubrir grandes distancias y puede ser utilizado para las comunicaciones entre países y global. Organizaciones más pequeñas, sin fines de lucro operan con éxito utilizando una red de área local (LAN).

## Servicios de red en redes locales
Los servicios de red son configurados en redes locales corporativas para mantener la seguridad y la operación amigable de los recursos. También estos servicios ayudan a la red local a funcionar sin problemas y eficientemente. Las redes locales corporativas usan servicios de red como DNS (Domain Name System) para dar nombres a las direcciones IP y MAC (las personas recuerdan más fácilmente nombres como"nm.ln" que números como "210.121.67.18"), y DHCP para asegurar que todos en la red tienen una dirección IP válida.
Realizar tareas de administración de red sin tener cuentas de usuario para rastrear las actividades de los usuarios (ilegal o no) o sin tener DHCP para automatizar la asignación de direcciones IP a los nodos de la red o sin tener DNS para facilitar el acceso a direcciones IP sería una tarea muy problemática. Activar estos servicios de red automatiza tareas de administración muy complejas y que pueden consumir mucho tiempo, y por tanto facilita las tareas de un administrador de redes.

## Servicios de red más comunes
Los servicios de red más comunes son:
- Protocolo de Configuración Dinámica de Host (DHCP)

El Protocolo de Configuración Dinámica de Host (DHCP) es un estándar del Grupo de Trabajo de Ingeniería de Internet (IETF), diseñado para reducir la carga administrativa y la complejidad de la configuración de hosts en un Protocolo de Control de Transmisión / Protocolo de Internet (TCP/IP) basado en red, como una organización privada intranet.
El proceso de configuración TCP/IP en los equipos clientes DHCP es automático al:
- Gestionar centralmente direcciones IP y otros parámetros de configuración relacionados,
- Utilizar equipos clientes para pedir y aceptar información de configuración TCP/IP de los servidores DHCP,
- Utilizar agentes de retransmisión DHCP para pasar información entre clientes y servidores DHCP.

- Protocolo Simple de Administración de Red (SNMP)

El Protocolo Simple de Administración de Red o SNMP, es el estándar utilizado para la gestión de redes TCP/IP. Actualmente es el estándar de gestión de red más popular, debido a su simplicidad de implementación y lo moderado en el consumo del tiempo del procesador y recursos de red. La versión más avanzada SNMPv2, también es compatible para redes basadas en el Modelo OSI.
SNMP funciona enviando mensajes, conocidos como Protocolos de Unidad de Datos o PDUs a diferentes partes de la red y está compuesto por dos elementos básicos: estaciones de trabajo y agentes.
Una estación de trabajo o gestor se refiere a los elementos activos encargados de monitorear la red, los elementos activos. Es un software que recoge y monitoriza los diferentes agentes que se encuentran en los nodos de la red, los datos que estos han ido obteniendo, además del funcionamiento de los equipos de enrutamiento y direccionamiento de la red.
El agente se refiere a los elementos pasivos incorporados a los dispositivos de red como routers, switchs, hubs, servidores, etc. Son los responsables de recoger información a nivel local y almacenarla para accesos posteriores del gestor, cada agente mantiene una base de datos local de información relevante, conocida como Base de Información de Gestión (MIB).
- Correo electrónico

Los sistemas de correo electrónico consisten en dos subsistemas: los agentes de usuario y los agentes de transferencia de mensajes.
Un agente de usuario (MUA) normalmente es un programa (a veces llamado lector de correo) que acepta una variedad de comandos para componer, recibir y contestar los mensajes, así como para manipular los buzones de correo. Algunos agentes de usuario tienen una interfaz elegante operada por menús o por iconos que requiere un ratón, mientras que otros esperan comandos de un carácter desde el teclado. Funcionalmente, ambos son iguales.
Un agente de transferencia de mensaje (MTA) transfiere mensajes de correo electrónico entre hosts usando el Protocolo para la Transferencia Simple de Correo Electrónico o SMTP. Un mensaje puede pasar por muchos MTAs a medida que este se mueve hasta llegar a su destino.
- Domain Name System (DNS)

El DNS es el servicio de Internet que permite traducir el nombre de un sitio Web u otros dominios en una dirección IP, ya que es alfabético, de modo que así se le hace más fácil al propietario o al usuario de recordar. El servidor DNS ejecuta una aplicación de red la cual procesa la cadena URL o dirección Web y en conjunto con la base de datos realiza la acción de conversión en una dirección IP.
- Protocolo de transferencia de archivos (FTP)

FTP es la forma más fácil de transferir archivos entre ordenadores a través de Internet y utiliza TCP, el protocolo de control de transmisión, y la IP, protocolos, sistemas de Internet para realizar tareas de carga y descarga.
TCP/IP son los dos protocolos más importantes que mantienen al internet sin problemas. TCP gestiona la transferencia de datos, mientras que IP dirige el tráfico a direcciones de Internet. FTP es un subordinado de lanzaderas archivos de ida y vuelta entre el servidor FTP y un cliente FTP/TCP. Debido a FTP requiere que los dos puertos estén abiertos el servidor y de los clientes facilita el intercambio de grandes archivos de información.
En primer lugar, usted como cliente realiza una conexión de control TCP al puerto del servidor FTP 21, que permanecerá abierta durante el proceso de transferencia. En respuesta, el servidor FTP abre una segunda conexión que es la conexión de datos desde el puerto del servidor 20 a su computadora.
Utilizando el modo activo de FTP estándar, el ordenador se comunica el número de puerto en el que estará a su lado para recibir la información del controlador y la dirección IP, ubicación de Internet de la cual o al cual desea transferir archivos.
- Servicio de directorio
- Servicio de impresión
- Network File System (NFS)